# Утбасаров, Абдумумин Абдумажидович
Абдумумин Абдумажидович Утбасаров (24 апреля 1960 — 1 января 2016, Ташкент, Узбекистан) — узбекский телевизионный диктор, народный артист Республики Узбекистан (2014).

## Биография
Родился в семье служащего, отец работал педагогом, а мать — медицинским работником. В семье было четверо детей: Абдумумин был вторым ребёнком. Отец увлекался фотографией и привил этот интерес и сыну.
В 1977—1979 гг. проходил службу в рядах в Советской Армии в Хабаровском крае. Увлечение фотографией было замечено командованием и ему было предложено стать военным фотокорреспондентом. Его фото, статьи и очерки о военной жизни, что и послужило его интерес к журналистике.
В 1979 году вернувшись из рядов Советской Армии он сдал документы для поступления в Ташкентский Государственный Университет на факультет Журналистики в вечернее отделение. И вместе с документами сдал все вырезки из военных газет с его статьями и очерками. Это послужило комиссии издать решение о зачислении его в ВУЗ без вступительных экзаменов.
В 1981 году устроился на работу на Телевидение ассистентом режиссера.
В 1986 году был переведен в дикторскую группу на должность диктора.
1988—1989 гг. был направлен в Москву на Всесоюзный институт повышения квалификации работников телевидения и радиовещания. Его преподавателем был главный диктор Центрального телевидения Игорь Кириллов. Абдумумин Утбасаров выступал в Останкино диктором теленовостей. Вернувшись из Москвы, он продолжил работу на Узбекском телевидении.
В течение всей своей трудовой деятельности он работал диктором, вёл информационную программу «Ахборот»,
участвовал на открытиях многих спортивных мероприятиях таких как: «Умид нихоллари»,"Баркамол авлод".
Был ведущим на гос.мероприятиях таких как: Международный саммит ШОС; Международный музыкальный фестиваль «Шарк тароналари»; вёл концерты посвященные визитам глав зарубежных государств и праздничные концерты;
Являлся автором нескольких сборников сатирических стихов «Топган гул…»
Его последнее выступление было новогоднее поздравление Президента Узбекистана Ислама Каримова 31 декабря 2015 года.

## Награды и звания

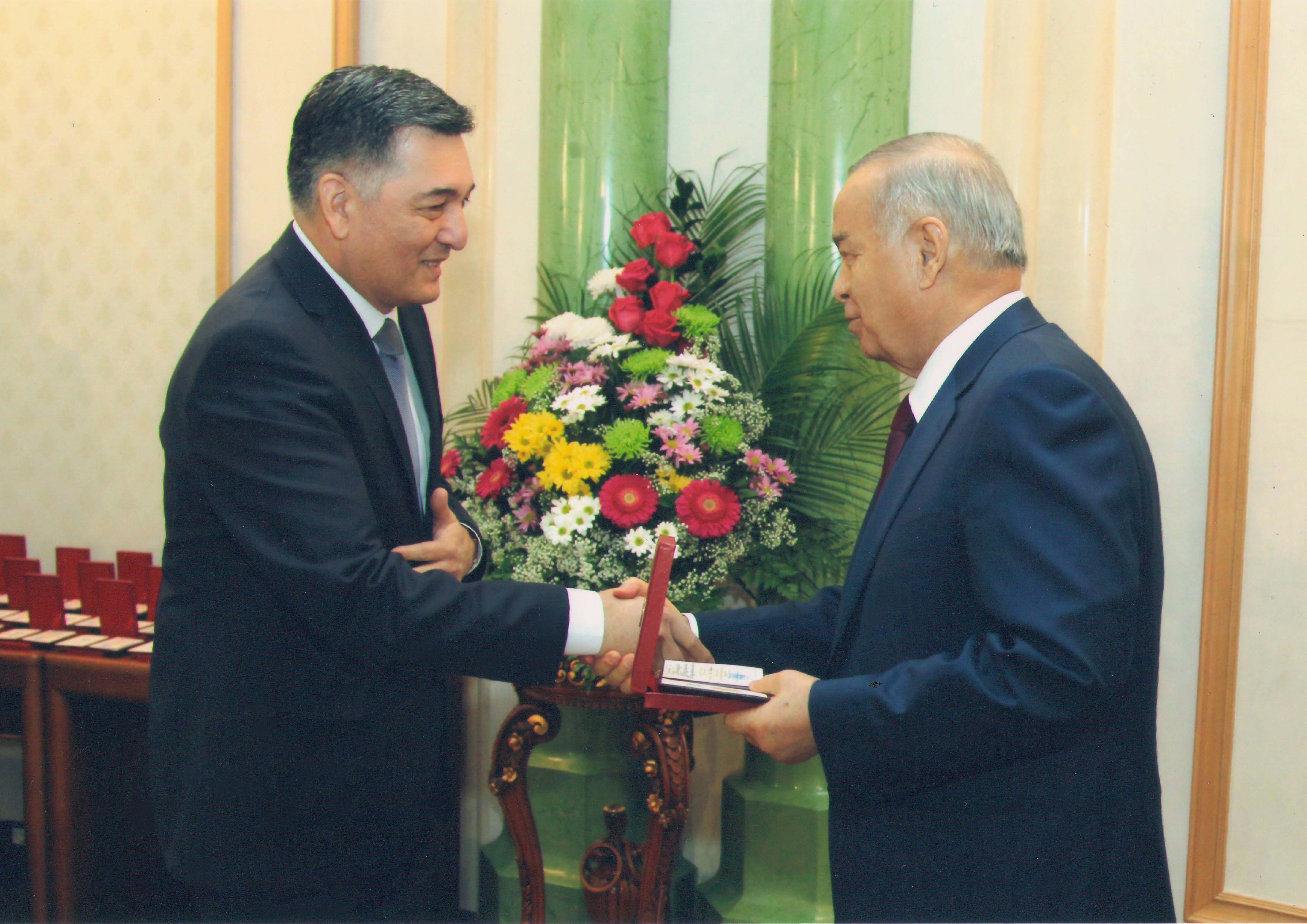
Вручение звания "Народный Артист Республики Узбекистан"

- 2002 — Заслуженный работник культуры Узбекистана[1]
- 2014 — Народный артист Узбекистана[2]
- 2021 — Орден «Трудовая слава» (посмертно)[3]